# Людовик III (король Франции)
Людовик III (863 — 5 августа 882) — король Западно-Франкского королевства (Франции) в 879—882 годах, из династии Каролингов. Старший сын Людовика Заики и Ансгарды Бургундской.

## Биография

### Обстановка при вступлении на престол
После смерти Людовика Заики между франками возник раздор по поводу наследования власти. Маркграф Нейстрии Гуго Аббат, оставаясь верным клятве покойному королю, вместе со своими единомышленниками, желал поставить королями в отцовском королевстве его сыновей, Людовика и Карломана. Будущий епископ Парижа Гозлен и граф Парижа Конрад Чёрный из могущественного рода Вельфов, а также их многочисленные сторонники призывали в королевство Людовика Младшего.
Начиная с 879 года и на протяжении всего последующего десятилетия, викинги обрушили на франков последнюю волну насилия, ещё более разрушительную, чем все те, что происходили с самого начала их появления на Западе. В то время пока франки пребывали в раздоре, норманны, в огромном количестве на своих кораблях и, не встречая никакого сопротивления, в середине июля 879 года вторглись во Фрисландию и огнём и мечом опустошили Теруан, город племени моринов и всю землю племени менапиев. Затем они вошли в Шельду и разорили весь Брабант. Против них выступил герцог Эльзаса Гуго Лотарингский, но потерпел поражение. Норманны же не переставали опустошать церкви, убивать и уводить в плен христиан.
Гуго Аббат отправил посольство к Людовику Младшему с предложением взять долю Карла Лысого, полученную последним согласно Мерсенскому договору 870 года, но отказаться от вмешательства в династическую борьбу за трон Западно-Франкского королевства. Людовик Младший ответил согласием и занял часть Лотарингии, прежде принадлежавшей Карлу Лысому. Так при поддержке Гуго Аббата, Людовик III и Карломан были помазаны на царствование в сентябре 879 года архиепископом Санса Ансегизом в Феррьерском аббатстве.

### Мятеж Бозона
15 октября 879 года во дворце Мантай, недалеко от Вьенна, герцог Прованса Бозон был коронован на престол и захватил часть Бургундии. Это была первая часть империи, вышедшая из-под контроля Каролингов. Аристократия во главе с Гуго Аббатом, Бернаром Плантвелю и, несколько позднее, графом Ричардом Отёнским, братом Бозона, встали на защиту законной королевской династии.
Гозлен и Конрад, недовольные влиянием на королей Гуго Аббата, вновь попытались пригласить на царствование Людовика Младшего. Немцы двинулись к Уазе и стали там лагерем. Людовик III и Карломан с войском выступили навстречу, но сражения не произошло. При посредничестве Гуго Аббата короли в феврале 880 году заключили договор, по которому к Людовику Младшему окончательно переходила западная часть Лотарингии. Получив с сыновей Людовика II Заики обещание не наказывать виновных вельмож, Людовик двинулся обратно в своё королевство, но по пути он встретил норманнов, которые возвращались из грабительского похода, и вступил с ними в бой у Тимеона. Франки одержали над ними победу, но в этом сражении погиб сын Людовика, Гуго. Его убил конунг Готфрид, которого анналы называли королём данов, и из-за его смерти король не стал преследовать разбитого врага. Затем в Амьене оба брата поделили между собой королевство Людовика Заики. Людовику III достались часть Австразии и вся Нейстрия, а Карломан получил Аквитанию, часть Бургундии и Готию.
Каролинги вновь собрались в июне 880 года в Гондревиле, на берегу Мозеля. Присутствовали король Германии Карл Толстый, Людовик III и Карломан. Людовик Младший, болевший в то время, прислал своих представителей. Были приняты решения, с тем, чтобы воспрепятствовать Бозону, а также ограничить влияние Гуго, чистокровного Каролинга, сына Лотаря II, пытавшегося прибрать отцовское наследство к своим рукам.
Генрих, герцог Франконии, ближайший сподвижник Людовика Младшего и Карла Толстого, был послан последними на помощь Людовику и Карломану в их войне против Бозона. В этом походе Генрих в тяжелой битве разбил Теотбальда, брата Титберги, жены Лотаря II, который помогал Гуго в его борьбе за отцовское наследство. Таким образом, угроза в лице Гуго временно была ликвидирована.
Людовик же направил государственного канцлера Гозлена защищать королевство от норманнов, а сам вместе с братом двинулся с остальным войском в Бургундию и снова принял под свою власть города, которыми завладел Бозон. Принадлежащий Бозону город Макон был отдан Бернару Плантвелю. При приближении королевских войск Бозон оставил Вьенн, бросив там свою жену Берту, которая и возглавила оборону города. Объединившись со своим кузеном Карлом Толстым, короли западных франков осадили Вьенн, но не смогли взять этот сильно укрепленный город. Карл Толстый, узнав, что умер его старший брат король Баварии Карломан и желая участвовать в борьбе за его наследство, поднялся среди ночи, поджег свой лагерь, и, без ведома Людовика и Карломана, возвратился домой. Так и ничего и не добившись, лишь предав Бозона анафеме, братья Людовик и Карломан также были вынуждены отступить на свою территорию.

### Норманнская угроза
Гозлен и войско, посланное преградить дорогу норманнам, было разбито, и сам Гозлен едва спасся позорнейшим бегством. Норманны же, окрыленные успехом, разграбили все монастыри между Шельдой и Сеной, а также по ту сторону Шельды, убивая и уводя в плен жителей тех земель. Гозлен, видя, что не может противостоять им, распустил в начале октября 880 года войско на зимовку. Норманны сменили свою стоянку и в ноябре соорудили у Куртре крепость, чтобы перезимовать там. И оттуда они опустошали земли менапиев и свевов вплоть до полного истребления жителей. 26 декабря 880 года норманны в огромном количестве подошли к монастырю св. Ведаста возле Арраса и 28 числа сожгли монастырь и город Аррас. В тот же день, 28 числа они вторглись в Камбре и опустошили город огнём и убийствами, а равным образом и соседние монастыри и монастыри на реке Изер во Фландрии. Они прошли всю страну до Соммы и захватили огромную добычу, а затем вернулись в свой лагерь.
В феврале 881 года норманны снова пришли в движение, пройдя через Теруан до Центулы, навестили монастырь св. Рихария и св. Валариха, все местечки на морском побережье, все монастыри и деревни, потом отправились дальше до города Амьена и монастыря Корбье и, отягощенные добычей, беспрепятственно возвратились оттуда в свой лагерь. К концу февраля, они снова появились в Аррасе и убили всех, кого нашли; и, опустошив огнём и мечом все земли в округе, они невредимые возвратились в свой лагерь.
Король Людовик, видя, как уничтожается его королевство, собрал войско и приготовился к битве. Однако, норманны в июле 881 года с большим войском переправились через Сомму и по своему обычаю опустошили страну вплоть до земель вблизи города Бовэ. Король же Людовик переправился с войском через реку Уазу и двинулся в Лавьер, куда, по его мнению, норманны должны были зайти на обратном пути. Разведчики, разосланные с этой целью в разные стороны, сообщили, что те возвращаются, нагруженные добычей. Король выступил им навстречу и повстречал их в округе Виме у деревни Сокур в Пикардии. 3 августа 881 года произошло сражение; норманны были разбиты и обратились в бегство, отступив к упомянутой деревне; король же преследовал их и добился над ними славнейшей победы. Эта победа, где пало до 8000 викингов, прославила имя Людовика в народной песне и продемонстрировала храбрость и решительность короля, однако осталась одиночной, так как действия короля никем подхвачены не были. Норманны же перебазировались в Эльзас и начали грабить земли Восточно-Франкского королевства.

### Смерть Людовика
Людовик III погиб в результате несчастного случая. Он сильно ударился о подъёмные ворота и седло собственного коня, когда на лошади догонял некую девицу — «дочь Гермунда». Король получил серьёзные ушибы, вследствие этого заболел, велел отнести себя в Сен-Дени и здесь умер 5 августа 882 года. Похоронен в аббатстве Сен-Дени. Узнав о смерти брата, Карломан немедленно отправился в его королевство.